# وانگ وانیو
وانگ وانیو (انگلیسی: Wang Wanyu؛ زادهٔ ۱۴ فوریهٔ ۱۹۹۷) بازیکن زن راگبی ۷ نفره اهل چین است.
وی در مسابقات کشوری و بین‌المللی در مجموع برندهٔ ۱ مدال طلا، ۱ مدال نقره شده‌است.